# ولادیمیر تپلیاکوف
ولادیمیر تپلیاکوف (روسی: Владимир Александрович Тепляков؛ زاده ۶ نوامبر ۱۹۲۵ درگذشته ۱۰ دسامبر ۲۰۰۹) یک فیزیک‌دان اهل روسیه بود.